# Густаво Матосас
Густаво Матосас (ісп. Gustavo Matosas, нар. 25 травня 1967, Буенос-Айрес) — уругвайський футболіст, що грав на позиції півзахисника, зокрема за національну збірну Уругваю, у складі якої — володар Кубка Америки.
По завершенні ігрової кар'єри — тренер.

## Клубна кар'єра
У дорослому футболі дебютував 1985 року виступами за команду «Пеньяроль», в якій провів три сезони. 
Згодом протягом 1988–1990 років грав в Іспанії за «Малага», після чого перебрався до Аргентини де протягом двох років грав за «Сан-Лоренсо» і протягом року за «Расінг» (Авельянеда).
Провівши 1983 року декілька ігор за бразильський «Сан-Паулу», повернувся до Іспанії, де грав за «Льєйду» та «Реал Вальядолід».
У другій половині 1990-х грав за бразильські «Атлетіку Паранаенсе» та «Гояс», колумбійський «Депортес Толіма», угувайський  «Рампла Хуніорс» та китайський «Тяньцзінь Теда». А завершував ігрову кар'єру на початку 2000-х на батьківщині у складі «Ель Танке Сіслей» та в мексиканському «Керетаро».

## Виступи за збірну
1987 року дебютував в офіційних матчах у складі національної збірної Уругваю.
У складі збірної був учасником розіграшу Кубка Америки 1987 року в Аргентині, де уругвайці здобули титул континентального чемпіона.
Загалом протягом шестирічної кар'єри у національній команді був резервним гравцем і провів у її формі лише 7 матчів, забивши 1 гол.

## Кар'єра тренера
Розпочав тренерську кар'єру відразу ж по завершенні кар'єри гравця, 2002 року, очоливши тренерський штаб клубу «Вілья Еспаньйола». Швидко здобув визнання на батьківщині, де працював з низкою клубних команд, включаючи «Данубіо» та «Пеньяроль».
У першій половині 2010-х працював у Мексиці, де тренував «Керетаро», «Леон», «Америку» та «Атлас».
Згодом тренував саудівський «Аль-Хіляль», парагвайський «Серро Портеньйо» та аргентинський «Естудьянтес», після чого був запрошений очолити тренерський штаб національної збірної Коста-Рики. Керував її діями у розіграші Золотого кубка КОНКАКАФ 2019, де вона подолала груповий етап, утім поступилася вже на стадії чвертьфіналів у серії пенальті збірній Мексики. По завершенні турніру перебрався саме до Мексики, де працював із «Сан-Луїсом».

## Титули і досягнення

### Як гравця
- Чемпіон Уругваю (2):

«Пеньяроль»: 1985, 1986
- Володар Кубка Лібертадорес (2):

«Пеньяроль»: 1987
«Сан-Паулу»: 1993
- Володар Міжконтинентального кубка (1):

«Сан-Паулу»: 1993
- Переможець Рекопи Південної Америки (1):

«Сан-Паулу»: 1993
- Володар Кубка Америки (1):

1987

### Як тренера
- Чемпіон Парагваю (1):

«Серро Портеньйо»: 2017